# Моденовская (Ивановская область)
Моденовская — деревня в Лухском районе Ивановской области. Входит в состав Порздневского сельского поселения.

## География
Находится в восточной части Ивановской области на расстоянии приблизительно 25 км на восток по прямой от районного центра поселка Лух.

## История
Деревня появилась на карте 1840 года. В 1872 году здесь (тогда деревня Юрьевецкого уезда Костромской губернии) был учтен 31 двор, в 1907 году — 40.

## Население
Постоянное население составляло 118 человек (1872 год), 147 (1897), 147(1907), 4 в 2002 году (русские 100 %), 0 в 2010.